# Primera dama de Malí
La Primera dama de Malí es el título que recibe la cónyuge del Presidente de Malí, en ejercicio. Tras el golpe de Estado del 19 de agosto de 2020 el puesto se encuentra vacante.
Hay tres ex primeras damas vivas: Lobbo Traoré, esposa de Amadou Toumani Touré; Adame Ba Konaré, esposa de Alpha Oumar Konaré; y Keïta Aminata Maïga, esposa de Ibrahim Boubacar Keïta.

## Lista de primeras damas
| #   | Primera dama (apellido de soltera) | Período                                        | Presidente             |
| --- | ---------------------------------- | ---------------------------------------------- | ---------------------- |
| 1   | Mariam Travélé                     | 20 de junio de 1960 - 19 de noviembre de 1968  | Modibo Keïta           |
| 2   | Traoré Mariam Cissoko              | 19 de noviembre de 1968 - 26 de marzo de 1991  | Moussa Traoré          |
| 3   | Lobbo Traoré                       | 26 de marzo de 1991 - 8 de junio de 1992       | Amadou Toumani Touré   |
| 4   | Adame Ba Konaré                    | 8 de junio de 1992 - 8 de junio de 2002        | Alpha Oumar Konaré     |
| (3) | Lobbo Traoré                       | 8 de junio de 2002 - 22 de marzo de 2012       | Amadou Toumani Touré   |
| 5   | Desconocida                        | -                                              | Amadou Sanogo          |
| 6   | Mintou Doucour                     | 12 de abril de 2012 - 4 de septiembre de 2013  | Dioncounda Traoré      |
| 7   | Aminata Maïga                      | 4 de septiembre de 2013 - 19 de agosto de 2020 | Ibrahim Boubacar Keïta |